# Le Nouvel Obs
Pour les articles homonymes, voir OBS (homonymie).
Le Nouvel Obs (intitulé au départ Le Nouvel Observateur — alors couramment surnommé « Le Nouvel Obs » — jusqu'au 23 octobre 2014, date où il est rebaptisé L'Obs, jusqu'au 21 mars 2024) est un magazine d'actualité hebdomadaire français, créé en 1964 par Claude Perdriel et Jean Daniel. Il est l'héritier de France Observateur, lui-même successeur de L'Observateur politique, économique et littéraire né en 1950.
Le journal est classé en 2013 au centre-gauche, avec une ligne « sociale-démocrate », ouverte à « toutes les gauches ». En 2020-2021, il était diffusé chaque semaine à près de 200 000 exemplaires (diffusion payée).
Filiale du groupe Le Monde, Le Nouvel Obs a pour actionnariat la holding Le Monde libre (qui appartient à Xavier Niel, Matthieu Pigasse et au groupe espagnol Prisa), et le pôle d'indépendance détenu par les salariés, les syndicats et des associations.

## Historique

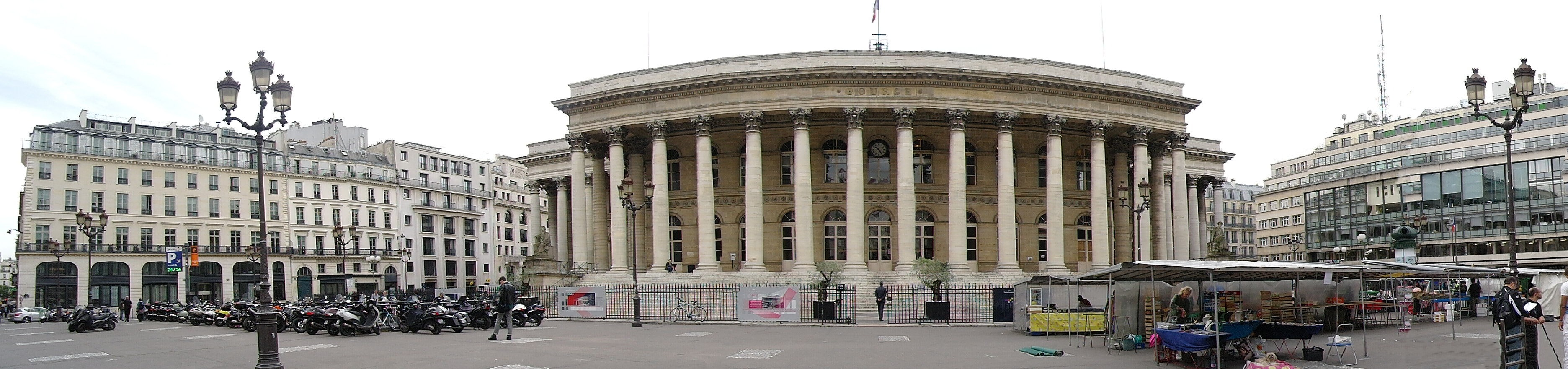
L'ancien siège du journal, place de la Bourse (à gauche sur la photo), dans le 2e arrondissement de Paris, face au palais Brongniart et aux bureaux de l'Agence France-Presse.

L'origine du journal est L'Observateur politique, économique et littéraire, hebdomadaire de 24 pages tiré, dès la première parution le 13 avril 1950, à 20 000 exemplaires. Il est fondé par d'anciens résistants et anciens rédacteurs de Combat, Gilles Martinet de l'AFP, Roger Stéphane, Claude Bourdet et Hector de Galard. Roger Stéphane en est le directeur et il est convenu que Claude Bourdet rédige la plupart des éditoriaux, Bourdet « plus intraitable envers le stalinisme », tandis que Martinet donne lui « l'impression d'être plus attentif à ce qu'il y avait acceptable dans les positions soviétiques et communistes » semblant avoir surmonté leurs différences d'opinion. Suivent également Jacques Harmel, Jacques Lebar et Maurice Laval. Le journal obtient également la collaboration de Jean-Paul Sartre et devient l'Observateur aujourd'hui en 1953 puis France Observateur en 1954. Dans la France d'après-guerre, imprégnée de l'esprit de la résistance de gauche, France Observateur s'affirme comme un journal pugnace, mettant en avant la nécessité de donner leur indépendance aux colonies, faisant fuiter des rapports militaires en Indochine, dénonçant les scandales, la torture en Algérie. Le journal tire à plus de 100 000 exemplaires.
Début 1964, France Observateur subit des difficultés financières. Claude Perdriel, un industriel passionné par la presse, qui fondera plus tard Le Matin de Paris, et Jean Daniel, journaliste et écrivain, décident de relancer l'hebdomadaire qui devient le Nouvel Observateur le 19 novembre 1964.
La ligne rédactionnelle du magazine, mise au point par des penseurs tels que Maurice Clavel ou Gilles Martinet, puis après 1964 Jean Daniel, est l'héritière d'une longue période d'« opposition » aux gouvernements français de centre-droit et conserve une nette sensibilité « de gauche », incarnée notamment par la présence du philosophe André Gorz, qui signe alors ses contributions sous le nom de Michel Bosquet. En 1965, la rédaction exige pour toute candidature journalistique au périodique, une condamnation sans appel des interventions américaines au Viet-nam et à Saint-Domingue.
Le but du magazine est également de soutenir l'arrivée de la gauche sociale-démocrate au pouvoir.
En 1971, le journal participe au combat pour le droit à l'Interruption volontaire de grossesse en publiant le Manifeste des 343 femmes ayant avorté (alors que l'avortement était encore illégal). En mai 1971, le chroniqueur scientifique du Nouvel Observateur, Alain Jaubert, se fait insulter et est passé à tabac en tant que journaliste par des policiers alors qu'il accompagne un manifestant blessé, à Paris. Le journaliste est placé en garde à vue et inculpé pour insultes, rébellion, coups et blessures à agents. En réponse, un manifeste « Nous portons plainte contre la police » recueille des signatures de journalistes.
En 1974, familièrement appelé le Nouvel Obs, le Nouvel Observateur tire à 400 000 exemplaires. La raison de ce succès tient avant tout à sa capacité à saisir l'esprit du temps : il est représentatif de l'évolution des mœurs et révèle au grand public les nombreux courants socioculturels des années post-68.
Après 1981, la proximité du journal avec le pouvoir socialiste de François Mitterrand (après avoir initialement soutenu Michel Rocard) a pour conséquence un effondrement des ventes. Jacqueline Rémy, auteur d'un livre sur l'histoire de l'hebdomadaire, précise à quel point le Nouvel Obs s'efforce de ménager Mitterrand ainsi que les proches du journal maintenant au pouvoir. Cette volonté d'épargner certains hommes politiques de gauche, directement inspirée par Claude Perdriel et Jean Daniel, se poursuit durant de longues années.
En 1984, à la suite de nouvelles difficultés financières, Claude Perdriel augmente le capital du Nouvel Observateur et en devient l'actionnaire majoritaire. De nouveaux journalistes sont engagés (Claude Weill, Olivier Péretié, Jean-Paul Mari...) et le concept du journal est modifié. Le Nouvel Observateur se rapproche du style « news magazine », relance l'idée des reportages et développe les faits de sociétés. Le supplément Obs de Paris apporte un regard sur la vie culturelle de la capitale tandis qu'un cahier économique est intégré au magazine à partir de 1985.
En septembre 1993, un supplément télévision fait son apparition, TéléCinéObs, dirigé par Richard Cannavo et diffusé à Paris, il devient national en janvier 1994. En 1995, Le Nouvel Observateur devient le premier magazine d'actualité français devant L'Express.
En 1999, nouvelobs.com, site d'information en continu sur Internet est lancé par Patrick Fiole (qui en dirige la rédaction) avec Christina Sourieau (direction des éditions électroniques). Une équipe spécialisée de journalistes est mise en place mais la modération est assurée par la société Netino.
En 2003, le supplément parisien, dont Guillaume Malaurie est rédacteur en chef, est rebaptisé Paris Obs. Le Nouvel Observateur se dote de suppléments régionaux dirigés par Patrick Fiole.
En septembre 2007, Le Nouvel Obs lance BibliObs, site consacré à l'actualité littéraire.
La direction du magazine a été assurée par Jean Daniel jusqu'en juin 2008, date à laquelle Denis Olivennes a été nommé directeur général délégué du groupe Le Nouvel Observateur et directeur de la publication de l'hebdomadaire. La direction de la rédaction a été confiée à Michel Labro, qui a succédé en décembre 2006 à Laurent Joffrin après son retour à Libération.
En 2011, Le Nouvel Obs lance une nouvelle plate-forme d'information participative, Le Plus. Le Plus a été mis sur pied par l'équipe de développement interne de l'Observateur qui travaillait depuis des années sur le projet, et a recruté d'anciens collaborateurs du Post à la rédaction. Le Plus est aujourd'hui[Quand ?] fort de près de 2 millions de visiteurs uniques[réf. nécessaire].
En mars 2011, Laurent Joffrin est nommé président du directoire du Nouvel Observateur, directeur de la rédaction et de la publication du titre. En août 2011, Nathalie Collin est nommée coprésidente du directoire du Nouvel Observateur, et directrice générale du groupe Le Nouvel observateur. Laurent Joffrin et Nathalie Collin codirigeaient le quotidien Libération auparavant.
Le 22 décembre 2011, Le Nouvel Observateur annonce le rachat des parts de l'ensemble des actionnaires de la société Rue89 pour un montant de 7,5 millions d'euros. Ce rapprochement se traduit par une intégration de la régie et un comarquage du site rue89.com.
Le 29 mars 2012, Le Nouvel Observateur lance un mensuel de tendances, style de vie, mode et voyages intitulé Obsession.
Si, avec sa nouvelle formule lancée en 2011, Le Nouvel Observateur a enregistré la même année une hausse des ventes en kiosques de 7 %, soit la plus forte progression des news magazines, les chiffres des ventes reculent fortement les années suivantes.
Fin 2013, à la suite de pertes très importantes (9,8 millions d'euros dans l'année), le journal cherche un acquéreur et en 2014, le processus s'accélère :
- en janvier, les hommes d'affaires Xavier Niel, Pierre Bergé et Matthieu Pigasse, déjà propriétaires du journal Le Monde, rachètent 65 % du Nouvel Observateur pour 13,4 millions d'euros[20]. Cette acquisition signifiant le désengagement partiel de Claude Perdriel[3],[21], Laurent Joffrin publie le même mois un éditorial faisant le point de la situation[Obs 5] ;
- en mars, confronté à l'érosion constante des ventes de l'hebdomadaire et en désaccord avec les nouveaux actionnaires[22], Laurent Joffrin démissionne du journal en même temps que Nathalie Collin, tout en restant éditorialiste[23]. Leur démission commune[24],[25] est actée par un communiqué officiel du journal[Obs 6]. Face à la crise d'une presse déstabilisée par Internet, les actionnaires principaux cherchent une personnalité capable d'incarner le renouveau[26], tandis que Claude Perdriel, agacé par certaines couvertures et la dérive financière du journal, ne soutient plus le directeur de la rédaction[22] ;
- au mois d'avril, sur proposition des nouveaux actionnaires du titre[27], Matthieu Croissandeau est élu au poste de directeur, tandis que Nathalie Collin est remplacée par Jacqueline Volle comme directrice générale déléguée, chargée de la supervision de la direction financière, du numérique et de l'informatique[28] ;
- le 5 juin, l'Autorité de la concurrence autorise le rachat du Nouvel Observateur par le trio d'investisseurs Bergé-Niel-Pigasse, permettant ainsi de conclure l'opération annoncée en janvier[29]. À la suite de ce changement d'actionnaires, une nouvelle formule est mise en place et, le 23 octobre 2014, Le Nouvel Observateur devient L'Obs[2] ;
- le 16 avril 2015, L'Obs est désigné « magazine de l'année 2015 » par le syndicat des éditeurs de la presse magazine (SPME)[30].

En mai 2016, après le licenciement de la directrice adjointe Aude Lancelin, Mediapart et Le Figaro, puis bientôt la quasi-totalité de la presse, avancent que cette décision revêt une dimension politique. Selon Aude Lancelin, elle était en conflit avec la direction du magazine à propos de la couverture de Nuit debout notamment. Une motion de défiance à l'égard du directeur de la rédaction est votée par 80 % par des journalistes de L'Obs, ce qui constitue une première dans l'histoire du titre. La Société des rédacteurs évoque pour sa part « une mesure injustifiée, qui déstabilise profondément le journal, à moins d'un an d'une élection présidentielle ». L'ensemble des SDJ et SDR du groupe Le Monde (Courrier International, Télérama, la Vie) dénoncent cette mesure, « méthode inédite dans l'histoire de l'Obs comme dans celle du groupe Le Monde ». Pour le fondateur de Fakir, François Ruffin, la journaliste faisait, à la satisfaction de celui-ci, un travail « à rebours de tout ce que fait L'Obs, à savoir pro-PS, libre échangiste, libéral ». Patrick Abate, sénateur PCF de la Moselle, dénonce un « licenciement contraire aux grands principes du droit de la presse ». Le 25 mai 2016, un collectif de quarante-cinq figures du monde de la pensée et de la culture publie dans Libération une tribune pour dénoncer ce licenciement comme « une opération de police intellectuelle ». Parmi les signataires figurent Denis Podalydès, Emmanuel Todd, Étienne Balibar, Claude Lanzmann, Michaël Fœssel, Benjamin Stora, Alain Badiou, Julia Cagé, Annie Ernaux ou encore l'ancien directeur du Monde Edwy Plenel.
En septembre 2016, face à des pertes de près de trois millions d'euros et des ventes en chute libre, la direction présente les détails du plan de restructuration de cinq millions avec une réduction des 40 postes de journalistes sur 180, une fusion plus poussée avec Rue89 et un recentrage de Le Plus.
En décembre 2017, L'Obs est condamné par le conseil de prud'hommes de Paris à verser 90,000 euros à son ex-directrice adjointe Aude Lancelin pour l'avoir licenciée « sans cause réelle et sérieuse ».
En septembre 2020, l'hebdomadaire est confronté à une grave érosion du nombre de ses abonnés à sa version papier, de ses ventes au numéro et de ses rentrées publicitaires. Les produits d'exploitation de L'Obs sont ainsi passés de 47,1 à 43,4 millions d'euros entre 2018 et 2019. Bien loin des 71,8 millions d'euros enregistrés en 2015 souligne La Lettre A dans une enquête. La diffusion France payée a chuté de 12 % en un an (à 215 877 exemplaires), après une baisse de 19 % en 2018. Le nombre d'abonnés à la version papier est, quant à lui, passé de 191 851 à 163 332 (-15 %) précise la publication.
Le 13 novembre 2020, Cécile Prieur, ancienne directrice adjointe de la rédaction au Monde, est nommée directrice de L'Obs en remplacement de Dominique Nora qui a souhaité redevenir grand reporter,.
Le 16 décembre 2021, l'Agence France-Presse révèle que Julie Joly quittera la direction du Centre de formation des journalistes et de l'École W pour rejoindre la direction générale de L'Obs à partir du 17 janvier 2022,.
Le 28 février 2024, est annoncé que L'Obs changera de nom pour redevenir Le Nouvel Obs le 21 mars 2024. En juillet 2024, Le Nouvel Obs compte 120 000 abonnés au magazine papier et 18 000 abonnés pour le numérique.

### Identité visuelle (logotype)

Logo du magazine jusqu'en 2011.
Logo du 4 mai 2011 au 12 septembre 2013.
Logo de septembre 2013 à octobre 2014.
Logo du 23 octobre 2014 au 21 mars 2024.
Logo depuis le 21 mars 2024.

### Ligne éditoriale
Selon Claude Perdriel, fondateur du Nouvel Observateur, il s'agit d'un « journal mendésiste, social-démocrate de gauche ». Dans les années 1980, la promiscuité du journal avec ce que Télérama nomme la « Mitterrandie » fait fuir les lecteurs de l'Obs.
En 2012, selon un sondage, 71 % de ses lecteurs se disent de gauche. Après l'élection de François Hollande, le journal semble se chercher. À cette époque, selon Télérama, les liens entre les journalistes du magazine et les membres du Parti socialiste sont « aussi nourris que complexes ».
Pour Aude Lancelin comme pour François Ruffin, l'évolution du journal serait caractéristique d'une gauche socialiste ralliée au néolibéralisme,.

## Organisation

### Direction générale
- Directeur de la publication, président du directoire et directeur général : Sandro Martin

### Direction de la rédaction
- Directrice de la rédaction : Cécile Prieur
- Directeurs adjoints : Grégoire Leménager, Clément Lacombe

### Direction exécutive
- Anciens rédacteurs en chef exécutifs :
  - de 1964 à 1985 : Hector de Galard ;
  - de 1985 à 1988 : Franz-Olivier Giesbert ;
  - de 1988 à 1996 : Laurent Joffrin ;
  - de 1996 à 1999 : Bernard Guetta ;
  - de 1999 à 2006 : Laurent Joffrin ;
  - de 2006 à 2008 : Guillaume Malaurie et Michel Labro ;
  - de 2008 à 2014 : Michel Labro.

## Résultats financiers
Les pertes du journal sont, selon Jacqueline Rémy, de près de trois millions en 2011, de cinq millions en 2012, et de dix millions en 2013. Claude Perdriel, alors propriétaire du titre, réinvestit 17 millions d'euros pour équilibrer les comptes ; il déclare en 2013 chercher des investisseurs pour un montant de cinq à six millions d'euros.
En janvier 2014 le propriétaire Claude Perdriel via le groupe Perdriel cède 66 % du capital pour un montant de 13,4 millions d'euros du Nouvel Observateur qui comprend TéléObs, Obsession et Rue89 au trio d'investisseurs Bergé-Niel-Pigasse, par ailleurs déjà actionnaire majoritaire du groupe Le Monde. Les titres Challenges et Sciences et Avenir, ne sont pas concernés par cette cession.
Fin novembre 2016, Claude Perdriel annonce vouloir sortir totalement du capital pour la fin de la même année.
|                       | 2014   | 2015   | 2016   | 2017   | 2018   |
| --------------------- | ------ | ------ | ------ | ------ | ------ |
| Chiffre d'affaires    | 80 351 | 69 419 | 60 680 | 55 448 | 45 926 |
| Résultat (perte)      | 12 995 | 10 723 | 13 455 | 02 636 | 02 708 |
| Effectif moyen annuel | 226    | 218    | 230    | 206    | 160    |

Chaque année, le journal bénéficie de subventions de la part de l'État français, qui atteignent par exemple en 2014 un montant total de plus de 5 millions d'euros,. Il reçoit 390 418 € d'aides directes en 2015, 331 847 € en 2016 et 318 225 € en 2017. En 2021, l'aide totale s'élève à 183 646 €.

## Rubrique et journalistes

### Responsables de la rédaction
- Depuis 1964 : Serge Lafaurie
- De 1965 à 1978 : Jacques-Laurent Bost
- De 1968 à 2005 : Pierre Bénichou[49]
- De 1970 à 1977 : Olivier Todd
- Depuis 1978 : Josette Alia
- De 1979 à 1990 : Christiane Duparc
- Directeur de la publication jusqu'en juin 2008 : Jean Daniel
- 2010-2014 : Laurent Joffrin
- 2014-2018 : Matthieu Croissandeau
- 2018-2020 : Dominique Nora
- Depuis 2020 : Cécile Prieur

## Publications
- Le Nouvel Observateur, hebdomadaire de gauche d'information générale.
- Rue89, site internet d'information générale de gauche, tendance social-démocrate, (à compter du 1er janvier 2012).
- Le Nouveau Cinéma, magazine de cinéma publié entre octobre 1999 et septembre 2000 par le groupe du Nouvel Observateur, avant de fusionner au sein du supplément TéléObs le 12 octobre 2000[50].
- Obsession, supplément gratuit du Nouvel Observateur, spécialisé dans la mode, la culture et l'art de vivre ; est transformé quelque temps après son lancement en « cahier de tendance » sous le titre O.

## Internet
Le Nouvel Observateur est présent sur Internet avec nouvelobs.com ou Nouvelobs interactif depuis le 15 décembre 1999. C'est un site d'information en continu diffusé par internet, il est directement dérivé du magazine hebdomadaire.
Le site lancé par le groupe Perdriel le 15 décembre 1999. Il était initialement dirigé par Patrick Fiole à la direction de la rédaction de l'hebdomadaire et par Christina Sourieau. Nouvelobs.com, se proposait d'être le « quotidien permanent sur le web » du titre de presse, présentant l'actualité « en temps réel ».
Depuis 2015, le site fait plus de place aux articles dotés d'angles ou de traitement originaux. Un effort particulier est porté à la vidéo.
À côté de l'information politique, internationale, économique et culturelle, s'y trouvent des services pratiques : programmes télé, météo, cours de la bourse, annonces d'emplois et immobilières, multimédia, automobile, gastronomie, enseignement, voyage, etc. Les articles sont rédigés par l'ensemble de la rédaction de l'hebdomadaire. La modération est externalisée, assuré par la société Netino.
Distingué en 2006 dans le cadre de la huitième édition du Grand prix des médias, organisé par CB News, dans la catégorie site média. Il est, depuis 2007, l'un des principaux sites d'information généraliste français.
En septembre 2007, Le Nouvel Obs lance BibliObs, un site internet placé sous la direction de Jérôme Garcin, consacré à l'actualité et aux débats littéraire et intellectuel. Il a été conçu par l'équipe de Rue89 en partenariat avec Le Nouvel Observateur et a été lancé en septembre 2007. Il est dirigé par Grégoire Leménager.
Le 22 décembre 2011, Le Nouvel Observateur annonce l'achat de l'ensemble des actions de la société Rue89 pour un montant de 7,5 millions d'euros,. Ce rapprochement se traduit par une intégration de la régie et un comarquage du site rue89.com.

### BibliObs

#### Création
Le 7 septembre 2007 apparaît sur le site du Nouvel Observateur une courte présentation de BibliObs : « Le site littéraire, lancé par l'équipe du Nouvel Observateur et conçu par Rue89 ouvre ses portes à tous les internautes passionnés par l'actualité du livre. Son principe : de chaque livre, essai, roman, etc., BibliObs fait un débat avec les lecteurs-internautes. Nous vous invitons donc dès maintenant à réagir aux critiques des journalistes de l'Obs, découvrir les contributions de nos invités, annoncer des événements à venir, passer une petite annonce et, surtout, publier vos propres articles ou créer votre blog thématique ».
Le site a été conçu par les fondateurs de Rue89. Initialement, il devait devenir, à l'instar de Rue89, « à trois voix » : associant « Journalistes, libraires, internautes ». Son lancement a été préparé au printemps 2007 avec Jérôme Garcin, chef du service Culture du Nouvel Observateur, Grégoire Leménager, journaliste au Nouvel Observateur et Louis Dreyfus, alors directeur général de l'hebdomadaire.

#### Histoire
Le 7 août 2008, BibliObs lance le premier Prix du roman noir qui est décerné chaque année par les internautes.
Le 8 février 2010, BibliObs révèle que Bernard-Henri Lévy cite un canular signé Jean-Baptiste Botul pour contester la philosophie d'Emmanuel Kant dans un livre intitulé De la guerre en philosophie.
Le 7 octobre 2017, l'écrivain Pierre Jourde, invité de BibliObs où il tient le blog Confitures de culture, s'en prend avec véhémence à Gérard Collard, libraire-vedette de La griffe noire.
Le 20 décembre 2017, dans une interview à BibliObs, Serge Klarsfeld, président de l'association des Fils et Filles de déportées de France, « réclame l'interdiction de la réédition des pamphlets antisémites de Louis-Ferdinand Céline ».
Le 15 janvier 2018, dans une lettre ouverte à Emmanuel Macron, publiée sur BibliObs, l'écrivain franco-congolais Alain Mabanckou refuse de participer au projet du président de la République pour la Francophonie.

## Diffusion
| Année | Diffusion France payée | Diffusion France payée | Diffusion totale |
| ----- | ---------------------- | ---------------------- | ---------------- |
| 2014  | 460 797                | –7,6 %                 | 479 641          |
| 2015  | 401 087                | –13,0 %                | 417 398          |
| 2016  | 359 285                | –10,4 %                | 373 873          |
| 2017  | 304 680                | ▼ −15,2 %              | 346 625          |
| 2018  | 245 950                | ▼ −19,28 %             | 262 498          |
| 2019  | 215 877                | ▼ −12,23 %             | 225 304          |
| 2020  | 204 447                | – 5,0 %                | 212 729          |
| 2021  | 201 009                | – 0,7 %                | 208 159          |
| 2022  | 205 524                | ▲ +3,39 %              | 212 312          |
| 2023  | 190 405                | – 7,56 %               | 196 643          |

Diffusion du Nouvel Obs, selon les données de l'ACPM (ex-OJD) :

## Controverses

### Interview d'un faux garde du corps de Saddam Hussein
Le 20 décembre 1992, peu après la guerre contre l'Irak, le Nouvel Observateur publie une interview de six pages avec le « capitaine Karim », présenté comme un garde du corps repenti de Saddam Hussein. Le témoignage consiste en une énumération d'atrocités supposément commises par le dictateur irakien. Pourtant, il s'avère par la suite que le « capitaine Karim » n'avait jamais été garde du corps mais était un mythomane irakien dont certains médias s'étaient fait l'écho sans vérifier leurs sources.

### Accusations de complaisance et informations erronées au sujet de Nicolas Sarkozy
La société des rédacteurs du magazine, attachée à l'indépendance des rédactions, a critiqué le directeur du journal Denis Olivennes pour avoir consacré à Nicolas Sarkozy un entretien de huit pages, en juin 2009, jugé excessivement complaisant.
En 2008, Le Nouvel Observateur publie une information erronée concernant le président Nicolas Sarkozy, ce que le magazine a reconnu grâce à l'intervention du journaliste Jean Quatremer. En février 2008, le rédacteur en chef Airy Routier a donné sur le site internet du Nouvel Observateur une autre information très contestée, sur un SMS qui aurait montré que « le président de la République était prêt, quelque temps avant son mariage, à en annuler les cérémonies à la condition que son épouse précédente, dont il venait de divorcer, revienne à lui ».

### Conflit avec le Parti de gauche
Lors de l'élection présidentielle de 2012, Le Nouvel Observateur a été accusé par le Parti de gauche d'avoir favorisé la candidature de Marine Le Pen dans les deux semaines précédant le premier tour, afin qu'elle puisse se maintenir dans les sondages devant Jean-Luc Mélenchon et ainsi rafler la plus grande partie du vote protestataire, chez les jeunes, les ouvriers et les employés. Le directeur du journal Laurent Joffrin a contesté ces accusations et estimé que Jean-Luc Mélenchon s'était de lui-même fourvoyé en assistant en 2007, alors qu'il était encore au Parti socialiste, à une remise de légion d'honneur au militant d'extrême droite Patrick Buisson, conseiller de Nicolas Sarkozy. François Delapierre, directeur de la campagne de Jean-Luc Mélenchon a répondu que Jean-Christophe Cambadélis, bras droit de Dominique Strauss-Kahn, était aussi présent à cette remise de médailles, ainsi que plusieurs journalistes et sondeurs.

### Publication d'une publicité de la Fondation Jérôme-Lejeune
Le 8 décembre 2012, Aurore Bergé, conseillère politique de l'UMP s'indigne d'une publicité pour la Fondation Jérôme-Lejeune dont elle affirme que le message est contre l'avortement, en insinuant que la société laisse les embryons sans défense. Très vite relayée par de nombreux médias,, l'information choque certains lecteurs du Nouvel Obs. Face à cette polémique, le journal présente ses excuses pour une annonce non « conforme à ses valeurs » par l'intermédiaire de son directeur, Laurent Joffrin et de Renaud Dély, directeur de la rédaction.

### Condamnation pour atteinte à la vie privée de DSK
À la suite de la parution du livre Belle et Bête de Marcela Iacub, dans lequel l'auteure raconte sa liaison sans le nommer avec Dominique Strauss-Kahn en 2012 et dont le Nouvel Observateur avait publié de larges extraits, le 26 février 2013, le journal est condamné à 25 000 euros d'amende pour « violation de l'intimité de la vie privée ».
Le jugement ordonne à l'hebdomadaire la diffusion d'un communiqué judiciaire couvrant la moitié de sa « une », le journal a été en outre condamné au versement de 25 000 euros de dommages et intérêts à Dominique Strauss-Kahn.

### Licenciements
En mai 2016, la directrice adjointe de la rédaction, Aude Lancelin, est licenciée la veille d'un conseil de surveillance réunissant les actionnaires de l'Obs. Si le directeur Matthieu Croissandeau évoque une décision « managériale », plusieurs journalistes considèrent la décision politiquement motivée en raison des opinions orientées à gauche d'Aude Lancelin et de ses critiques du gouvernement, et une motion de défiance contre Croissandeau est votée par 80 % de la rédaction. L'actionnaire Claude Perdriel avait jugé, au cours du conseil de surveillance, la directrice adjointe « en faute avec la charte qu'elle a signée en arrivant à l'Obs. […] Notre journal est social-démocrate. Or elle publie des articles antidémocratiques dans ses pages ». Aude Lancelin dénonce par la suite l'influence détenue par le CAC 40 sur le système médiatique français.
Le 12 mai 2021, la Cour d'appel de Paris « reconduit entièrement le jugement des prud'hommes » qui avait déjà condamné l'Obs en première instance en décembre 2017 pour le licenciement d'Aude Lancelin. L'hebdomadaire doit verser 90 000 euros d'indemnités à son ex-directrice adjointe pour licenciement abusif « sans cause réelle et sérieuse ».
En mars 2017, la journaliste Cécile Amar est sanctionnée pour avoir écrit un livre d'entretien avec Jean-Luc Mélenchon.

## Prix littéraire
En 2012, en partenariat avec France Culture, le magazine crée le Prix Mauvais genres, prix littéraire.

### Site officiel
1. ↑  La saga du Nouvel Obs : « On est des intellos, faut pas déconner ! », Blandine Grosjean, Rue89, 17 mars 2014.
2. 1 2  « Les conditions de modération - Actualités en temps réel - journal d'information - Nouvelobs.com » [archive du 10 juillet 2014], sur tempsreel.nouvelobs.com (consulté le 11 mai 2025)
3. 1 2  « Toute l'actualité de Bibliobs - Le site littéraire de NouvelObs.com », sur bibliobs.nouvelobs.com.
4. ↑  Aude Barron, « Le Plus, un site de plus ? », leplus.nouvelobs.com, 16 mai 2011.
5. ↑  « A nos lecteurs », sur Le Nouvel Obs, 11 février 2014 (consulté le 11 mai 2025)
6. ↑  « Laurent Joffrin et Nathalie Collin quittent le directoire du "Nouvel Observateur" », sur Le Nouvel Obs, 12 mars 2014 (consulté le 11 mai 2025)
7. ↑  « Cécile Prieur succède à Dominique Nora à la tête de la rédaction de « L'Obs » », Site officiel, 14 novembre 2020 (consulté le 17 novembre 2020).
8. ↑  « Renouveler l’expérience du magazine : en mars, « l’Obs » devient… « le Nouvel Obs » », sur L'Obs, 28 février 2024 (consulté le 28 février 2024)
9. ↑  « Le Nouvel Obs lance Bibliobs », sur Le Nouvel Obs, 7 septembre 2007 (consulté le 11 mai 2025)
10. ↑  « Prix BibliObs du Roman noir », sur Le Nouvel Obs, 7 août 2008 (consulté le 11 mai 2025)
11. ↑  « Le Nouvel Observateur présente ses excuses », Le Nouvel Obs, 29 mai 2008
12. ↑  « Une erreur ? oui », sur tempsreel.nouvelobs.com, 13 février 2008.
13. ↑  « L'obsession anti-Obs de Jean-Luc Mélenchon », Le Nouvel Observateur, 19 avril 2012.
14. ↑  « Mélenchon et Sarkozy : l'ami commun, Patrick Buisson », sur Le Nouvel Obs, 16 avril 2012 (consulté le 11 mai 2025)
15. ↑  « Une publicité anti-IVG dans l'Obs : erratum », sur Le Nouvel Obs, 10 décembre 2012 (consulté le 11 mai 2025)

### Autres références
1. 1 2  « L'Obs - ACPM », sur www.acpm.fr (consulté le 13 février 2020).
2. 1 2  Alexis Delcambre, « Comment Le Nouvel Observateur entend se relancer », Le Monde,‎ 16 octobre 2014 (lire en ligne).
3. 1 2 3 4 5  Enguérand Renault, « Claude Perdriel prêt à céder le contrôle du Nouvel Obs », Le Figaro,‎ 8 décembre 2013 (lire en ligne).
4. ↑  Encyclopædia Universalis, « OBS L', hebdomadaire, anc. NOUVEL OBSERVATEUR - Encyclopædia Universalis » [archive du 4 juin 2023], sur www.universalis.fr (consulté le 11 mai 2025)
5. ↑  « Aude Lancelin virée pour avoir fait battre le cœur de « l'Obs » trop à gauche ? », Libération, 19 mai 2016.
6. ↑  « L'Obs - ACPM », sur Alliance pour les chiffres de la presse et des médias (consulté le 15 février 2022).
7. ↑  « « Le Monde », une indépendance éditoriale totale et absolue », Le Monde, 27 janvier 2021.
8. ↑  Paul-Marie de La Gorce, L'après-guerre: Naissance de la France moderne, Grasset, 1er avril 2014 (ISBN 978-2-246-79544-5, lire en ligne), p. 244
9. ↑  « [1] DIÊN BIÊN PHU - Vidéo dailymotion », sur Dailymotion.
10. 1 2  Jacqueline Remy, « Fin d'une ère », sur Vanity Fair, 24 octobre 2014 (consulté le 11 mai 2025), p. 118-125 et 156-157
11. ↑  Ivan du Roy, « Insultes, violences, velléités de censure : quand certains policiers et élus s'en prennent à la presse », sur Basta !, 10 décembre 2019.
12. 1 2  « “‘Le Nouvel Obs’” a vécu avec l'idée qu'il avait un ‘père Noël’” », sur www.telerama.fr, 18 mars 2014 (consulté le 11 mai 2025)
13. ↑  « Laurent Joffrin démissionne du "Nouvel Observateur" », Le Point,‎ 12 mars 2014 (lire en ligne, consulté le 24 novembre 2017).
14. ↑  « Yves Brassart, Nathalie Collin », Les Échos,‎ 2014 (lire en ligne, consulté le 24 novembre 2017).
15. 1 2  « Top 100 - Bourse », sur VotreArgent.fr.
16. 1 2  « Automobile : les clés de la transition », Les Échos,‎ 17 octobre 2022 (lire en ligne, consulté le 9 octobre 2023).
17. ↑  AFP, « Le Nouvel Obs lance Obsession dirigé par Olivie Wicker qui avait lancé Next pour Libération », Le Figaro, Le Figaro Économie,‎ 26 mars 2012 (lire en ligne, consulté le 29 avril 2012).
18. ↑  « Qui pour le Nouvel Observateur ? – ElectronLibre » (consulté le 11 mai 2025)
19. ↑  « Le Nouvel Obs en vente, des acquéreurs potentiels | Valeurs actuelles » [archive du 12 août 2014], sur www.valeursactuelles.com (consulté le 11 mai 2025)
20. 1 2  « Nouvel Obs » : les coulisses d'une vente, Fabienne Schmitt, Les Échos, 15 janvier 2014.
21. ↑  « Niel, Pigasse et Bergé ont les mêmes idées politiques que les miennes », sur Puremédias, 24 janvier 2014
22. 1 2  « Laurent Joffrin au Nouvel observateur: les clés d'une démission », sur Le HuffPost, 13 mars 2014 (consulté le 11 mai 2025)
23. ↑  « Laurent Joffrin démissionne du "Nouvel Observateur" », sur Le Point, 12 mars 2014 (consulté le 11 mai 2025)
24. ↑  Laurent Joffrin et Nathalie Collin quittent le Nouvel Observateur, Ozap.com, 13 mars 2014.
25. ↑  « Joffrin quitte la direction du "Nouvel Obs" », sur Le HuffPost, 12 mars 2014 (consulté le 11 mai 2025)
26. ↑  « Laurent Joffrin démissionne de la direction de la rédaction du Nouvel Observateur », Challenges,‎ 12 mars 2014 (lire en ligne [archive du 11 août 2016], consulté le 11 mai 2025)
27. ↑  « Matthieu Croissandeau élu directeur du « Nouvel Observateur » », Le Monde,‎ 10 avril 2014 (lire en ligne).
28. ↑  « Actu du journalisme et des médias », sur actu.categorynet.com, 27 novembre 2024 (consulté le 11 mai 2025)
29. ↑  « Le trio Bergé-Niel-Pigasse autorisé à racheter «le Nouvel Obs» », http://ecrans.liberation.fr,‎ 5 juin 2014 (lire en ligne [archive du 31 août 2014], consulté le 11 mai 2025)
30. ↑  « About me », sur Serge Ricco (consulté le 25 juillet 2016).
31. 1 2  « Limogeage à L'Obs : le SMS qui relance la piste politique », Le Figaro,‎ 1er juin 2016 (lire en ligne).
32. ↑  patrick.abate, « Aude Lancelin, victime d'une presse en mal d'indépendance? », sur Mediapart, 31 mai 2016 (consulté le 11 mai 2025)
33. ↑  Alexis Delcambre, « L'hebdomadaire « L'Obs » détaille son plan d'économies », Le Monde, 8 septembre 2016.
34. ↑  « «L'Obs» condamné pour le licenciement de son ex numéro 2 Aude Lancelin », sur 20 Minutes, 8 décembre 2017 (consulté le 11 mai 2025)
35. 1 2  « L'Obs, éternel caillou dans la chaussure de Louis Dreyfus », sur La Lettre, 14 septembre 2020
36. ↑  « Cécile Prieur, ancienne directrice adjointe de la rédaction du « Monde », devient directrice de « L'Obs » », Le Monde, 13 novembre 2020 (consulté le 17 novembre 2020).
37. ↑  « Julie Joly deviendra en janvier la nouvelle directrice générale de L'Obs », Le Figaro, 16 décembre 2021 (consulté le 17 décembre 2021).
38. ↑  « Julie Joly deviendra en janvier la nouvelle Directrice générale de L'Obs », sur offremedia.com (consulté le 17 décembre 2021).
39. ↑  « Le Nouvel Obs change de tête mais pas de stratégie », Challenges, no 838,‎ 11 juillet 2024, p. 8
40. 1 2  « Presse de gauche et pouvoir : des relations pas toujours adroites », sur www.telerama.fr, 15 décembre 2012 (consulté le 11 mai 2025)
41. ↑  Philippe Cohen, « La couleur politique des médias », Marianne, 27 avril 2012.
42. ↑  « L'OBS. Récit du naufrage d'un journal « de gauche » », L'Humanité, 27 octobre 2016.
43. ↑  Chloé Woitier, « Claude Perdriel sort totalement du capital de L'Obs », Le Figaro,‎ 23 novembre 2016 (lire en ligne).
44. ↑  « Le Nouvel Observateur (bilans 2014 à 2018) », sur societe.com (consulté le 23 novembre 2019).
45. ↑  Frantz Durupt et Gurvan Kristanadjaja, « En attendant la réforme, les aides à la presse varient peu », sur Libération (consulté le 11 mai 2025)
46. ↑  Maxime Vaudano, « Aides à la presse : qui touche le plus ? », Le Monde, 6 mai 2014 (consulté le 11 février 2017).
47. ↑  Philippe Argouarch, « 2020 : augmentation massive des subventions à la presse et l’opacité continue », sur abp.bzh, Agence Bretagne Presse, 26 novembre 2020.
48. ↑  « Aides à la presse : classement des titres de presse aidés », sur data.culturecommunication.gouv.fr (consulté le 12 septembre 2022)
49. ↑  « Biographie Pierre Bénichou », sur Who's Who in France
50. ↑  « Le Nouveau Cinéma », sur revues-de-cinema.net (consulté le 25 juillet 2014).
51. ↑  « BHL pris au piège d'un canular qu'il salue », Le Monde, 9 février 2010.
52. ↑  À la Une : la télévision est-elle un robinet à discriminations ? Europe 1, reprend l'information dans sa revue de presse du 21 décembre 2017 (voir archive).
53. ↑  Lucas Latil, « Pierre Jourde se paie la tête de Gérard Collard », Le Figaro, 10 octobre 2017.
54. ↑  « Alain Mabanckou refuse de participer au projet francophone d'Emmanuel Macron », Le Figaro,‎ 16 janvier 2018 (lire en ligne).
55. ↑  « Les casseroles de PPDA », L'Express,‎ 5 janvier 2011 (lire en ligne).
56. ↑  « Sarkozy dans l'Obs: la société des rédacteurs marque son désaccord », Libération, 3 juillet 2009.
57. ↑  « Coulisses de Bruxelles - Sarkozy et les "connards": Le Nouvel Observateur reconnaît le plantage - Libération.fr », sur bruxelles.blogs.liberation.fr.
58. ↑  « Jean-Luc Mélenchon assume ses relations avec Patrick Buisson et Henri Guaino », Le Monde,‎ 19 avril 2012 (lire en ligne).
59. ↑  « Présidentielle : Jean-Luc Mélenchon et Patrick Buisson sont-ils amis », 20 Minutes, 16 avril 2012 .
60. ↑  Le Nouvel Observateur laisse passer une pub anti-IVG: "Une erreur déplorable!", Adrien Sénécat, L'Express, 9 décembre 2012.
61. ↑  Une pub anti-IVG dans Le Nouvel Observateur enflamme Twitter, Le HuffPost, 10 décembre 2012.
62. ↑  Camille Hispard, « Le Nouvel Obs ne fera finalement pas appel dans l'affaire DSK/Iacub », sur Toutelaculture, 7 mars 2013 (consulté le 11 mai 2025)
63. ↑  « Aude Lancelin virée pour avoir fait battre le cœur de «l'Obs» trop à gauche ? », Libération, 19 mai 2016.
64. ↑  Violaine de Montclos, « Aude Lancelin : « La presse française est aux mains des géants du CAC 40 » », Le Point, 13 octobre 2016 (consulté le 26 mars 2017).
65. ↑  AFP, « L'Obs condamné en appel pour le licenciement abusif d'Aude Lancelin, son ex-n°2 », sur France 24, 12 mai 2021
66. ↑  « L'Obs: après l'affaire Aude Lancelin, l'affaire Cécile Amar », Mediapart,‎ 25 mars 2017 (lire en ligne).
67. ↑  « Le prix Mauvais Genres est attribué à Cécile Coulon et le Mauvais Genres essai à Anne Carol », sur France Culture, 15 novembre 2012.